# Focke-Wulf Ta 152
Il Focke-Wulf Ta 152 fu un aereo da caccia monoposto, monomotore e monoplano ad ala bassa, sviluppato dall'azienda aeronautica tedesca Focke-Wulf Flugzeugbau GmbH negli anni quaranta ed impiegato dalla Luftwaffe durante la seconda guerra mondiale.
Sviluppo del Focke-Wulf Fw 190, ne differiva sostanzialmente per l'adozione di un'ala ad elevato allungamento e profili più sottili adatti a raggiungere una tangenza operativa più elevata al fine di contrastare i bombardieri alleati che operavano ad alta quota (B-17 Flying Fortress, B-24 Liberator statunitensi e Lancaster britannici).
In realtà questo aereo si dimostrò efficiente anche contro i caccia di scorta alleati (P-51 Mustang e Hawker Tempest in primis) ottenendo diversi successi.
Le motivazioni dell'impiego delle iniziali del cognome del progettista (Ta), in sostituzione del prefisso Fw attribuito ai velivoli prodotti dalla Focke-Wulf, non sono unanimemente riportate dalle fonti; da un lato si ritiene che sia un onore reso a Kurt Tank per i meriti nella progettazione dei suoi famosi caccia, ma altri indicano che si tratti di una decisione del Reichsluftfahrtministerium (RLM) che, nel corso del 1944, stabilì di utilizzare le lettere iniziali del cognome del progettista per determinare le denominazioni dei nuovi aerei; di questa modifica furono benificiari esclusivamente Albert Kalkert (progettista presso la Gothaer Waggonfabrik AG) e, appunto, Kurt Tank nella Focke-Wulf.

## Storia del progetto
Le prime idee per la realizzazione di versioni del Fw 190 migliorate nelle prestazioni in quota vengono unanimente attribuite al suo stesso progettista, Kurt Tank, che ne avrebbe previsto la necessità fin dal momento della comparsa dei primi esemplari nei cieli d'Europa.
Nella consapevolezza che nell'immediato futuro le prestazioni del motore radiale BMW 801 installato sul Fw 190 A non avrebbero subito significativi incrementi, alla Focke-Wulf furono prese in considerazione soluzioni alternative con l'impiego di motori a V come lo Junkers Jumo 213 o il Daimler-Benz DB 603 dando così origine a studi tecnici preliminari, denominati in lingua tedesca con i termini Rechnerische Ankündigung, identificati con le sigle da Fw 190 Ra-1 a Ra-6.
Nel frattempo proseguirono anche le ricerche su una versione turbocompressa del BMW 801, che portarono alla realizzazione del progetto noto come Höhenjager 1, che alcuni identificano come la variante "B" del Fw 190 (che venne tuttavia abbandonata, dopo la costruzione di un limitato numero di esemplari), mentre altri identificano con questa denominazione i progetti relativi a tre esemplari della serie "Fw 190 A-3" concepiti nei primi giorni di maggio del 1942 e destinati alle prove di volo in alta quota; questi velivoli, identificati come A-3/U-7 e sperimentalmente dotati di impianto di pressurizzazione nonché modificati a vario titolo nelle ali, nella fusoliera e nei motori, riportavano i numeri di produzione 528, 530 e 531 e furono realizzati sul finire dell'estate dello stesso anno.
Ancora nel mese di maggio del 1942 il RLM, avendo percepito che i bombardieri strategici alleati sarebbero divenuti ben presto una seria minaccia per il Reich, dettagliò alla Focke-Wulf ed alla Messerschmitt i requisiti per un caccia destinato ad operare ad alta quota, con secondari compiti di ricognizione; le due aziende vennero invitate a presentare quanto prima le proprie proposte in merito.
Nel lasso di tempo compreso tra dicembre del 1942 ed il marzo successivo la Focke-Wulf realizzò sei aerei modificando cellule di Fw 190 equipaggiate con motore Daimler-Benz DB 603A dotato di turbocompressore; in questo caso il progetto venne identificato come Höhenjager 2 e le macchine denominate con i codici V18/U1, V29, V30, V31, V32 e V33. Anche in questo caso i dati reperibili da altre fonti risultano, per quanto non significativamente, difformi in quanto viene indicato l'utilizzo di un ulteriore esemplare (V13, ma si tratterebbe di uno degli esemplari Fw 190 B modificato); questo lotto di velivoli viene identificato come la variante "C" del Fw 190, caratterizzata in particolare dalla conformazione aerodinamica dei velivoli dotati di presa d'aria ventrale per il turbocompressore che avrebbe portato a soprannominare gli aerei "Kangaruh". Non è chiaro, tuttavia, se questa configurazione sia da ricondurre al solo esemplare V18, ma comunque non appare comune a tutti i sette velivoli elencati, come testimoniato da alcune foto che ritrarrebbero il Fw 190 V29 risalenti all'estate del 1944.
Nel breve volgere di pochi mesi Kurt Tank si rese conto che anche il Fw 190 C non avrebbe potuto soddisfare le richieste del RLM e concentrò i propri sforzi sullo studio preliminare denominato Fw 190 Ra-4 (equipaggiato con il motore Junkers Jumo 213 A) inizialmente destinato allo sviluppo di un caccia di scorta denominato Focke-Wulf Ta 153. L'abbandono di questo progetto coincise con lo sviluppo parallelo sia della versione "D-9" del Fw 190, sia del nuovo "Ta 152" sul quale furono riversate le informazioni ottenute e le esperienze accumulate con i precedenti Höhenjager; il battesimo dell'aria dei due diversi modelli avvenne a distanza di pochi mesi uno dall'altro e mentre alcuni ritengono che il Ta 152 derivasse direttamente dal "D-9", altri sostengono che il "D-9" fosse una soluzione provvisoria realizzata in attesa del definitivo "caccia d'alta quota" identificato nel Ta 152.
Il 7 luglio del 1943 fu portato in volo per la prima volta il Fw 190 V19 che, pur non portandone ancora la denominazione, è considerato il primo velivolo direttamente correlato con quello che sarebbe diventato in seguito il Ta 152. Le prove di volo proseguirono con altri due aerei (rispettivamente V20 e V21) che montavano la versione 213C dello Jumo grazie al quale fu possibile (tra le altre cose) ridurre, almeno parzialmente, i problemi di risonanza emersi sul primo prototipo. All'epoca questi velivoli avrebbero dovuto dare origine ad una versione del Fw 190 destinata all'impiego come caccia pesante ma le autorità si dimostrarono titubanti sul da farsi, timorose che il nuovo aereo potesse incidere negativamente sulla produzione dei caccia già approvati e ancora fiduciose di poter vedere all'opera il concorrente Me 209, il cui esordio in volo avvenne il 3 novembre di quello stesso anno. Pochi giorni prima, infatti, il RLM aveva espresso il proprio parere contrario allo sviluppo dei tre diversi progetti che in seguito sarebbero divenuti noti come Fw 190 D, Ta 152 A e Ta 152 H.
Il successivo 1944 segnò per di più un momento estremamente negativo per la storia del Ta 152: l'esemplare V19 fu vittima di un incidente nel mese di febbraio, il V20 fu inviato presso l'Erprobungsstelle Rechlin per una serie di prove di valutazione in maggio e il V21 fu distrutto durante un bombardamento alleato dei primi d'agosto. Questi eventi segnarono, anche materialmente, la fine della versione "A" così come quella della successiva Ta 152 B alla cui sperimentazione erano destinati gli stessi esemplari; quest'ultima avrebbe dovuto essere una variante dedicata al ruolo di zerstörer con cui rimpiazzare i Messerschmitt Me 410 progressivamente relegati ad altri compiti.
Un'ulteriore versione (la Ta 152 C) era destinata ad impiegare il motore Daimler-Benz DB 603 nelle nuove varianti "E", "L" ed "LA" ed il suo ruolo era in via prioritaria quello di caccia da interdizione; pur dotata di compressore, era destinata all'impiego alle quote medio/basse in quanto mancava invece dell'impianto di pressurizzazione dell'abitacolo. In questo caso il RLM non ebbe alcun dubbio a concedere il proprio nulla osta alla realizzazione del progetto: furono previsti numerosi prototipi ed il programma di sviluppo prevedeva la sperimentazione di diversi equipaggiamenti tecnici (come sistemi di navigazione assistita) e di armi (comprese le prove per una variante in grado di trasportare un siluro). Ancora una volta il primo velivolo a fungere da prototipo per la versione fu il Fw 190 V21 che, riequipaggiato con il nuovo motore, sarebbe stato portato in volo per la prima volta il 3 novembre del 1944 (altri indicano il 19 novembre). Malgrado i numeri programmati, risulta che siano seguiti solamente altri tre prototipi (Ta 152 V6, V7 e V8) portati in volo tra la metà di dicembre del 1944 ed i primi giorni di gennaio 1945, funzionali alla sperimentazione della prima versione da produrre in serie ("Ta 152 C-1") cui erano destinati diversi impianti industriali disseminati nel territorio tedesco. La rapida evoluzione della situazione sul territorio impedì, di fatto, l'avvio dei piani previsti e l'unico esemplare a raggiungere un reparto operativo viene indicato essere il Ta 152 V8, assegnato allo Jagdgeschwader 11, di base presso la cittadina di Neustadt-Glewe nelle ultime settimane del conflitto; altri velivoli apparentemente facenti parte della variante "C" furono recuperati (in certi casi anche già distrutti nel corso dei bombardamenti) ancora sulle linee di montaggio all'interno delle rispettive fabbriche.
L'unica variante del Ta 152 a raggiungere la fase produttiva fu la Ta 152 H, per la cui denominazione occorre considerare che il suffisso non seguiva l'ordine alfabetico di costruzione ma era la sigla che ne indicava la funzione di Höhenjager (caccia d'alta quota). Sintesi finale del progetto, il Ta 152 H faceva tesoro delle diverse fasi in cui si era articolata l'evoluzione dello Höhenjager fin dalla sua nascita; accantonato nella, vana e frustrante, attesa della conclusione dei progetti Bf 109 H, Me 155 e Me 209, ottenne il via libera dal RLM solamente alla fine del 1943. Il primo volo di un prototipo della versione "H" viene considerato quello del Fw 190 V33 avvenuto il 13 luglio del 1944, esemplare già impiegato nella fase di sperimentazione del Fw 190 C e soggetto a nuove modifiche sperimentali.
Problemi di natura meccanica causarono la perdita sia del V33 (durante un secondo volo, in quello stesso 13 luglio) che del V30/U1 (il 23 agosto successivo), determinando ulteriori ritardi nei collaudi che poterono riprendere solamente quando fu completata la modifica dei pre-esistenti prototipi V29 (fine settembre), V18 (metà novembre) e V32 (fine gennaio del 1945). Nel frattempo venne avviata la produzione degli esemplari di "pre-serie" (denominati Ta 152 H-0): fino a quel momento i vari prototipi avevano accumulato appena 31 ore di volo, lasso temporale considerato "assurdo" in previsione dell'immissione in servizio di un nuovo velivolo, per di più destinato a compiti di prima linea.
Le linee di montaggio furono realizzate nell'impianto Focke-Wulf di Cottbus e la produzione si articolò, oltre che sugli esemplari di pre-serie, almeno sulla versione "H-1". Circa il numero di velivoli prodotti le fonti reperite indicano valori tra loro a volte considerevolmente difformi, anche in ragione della pressoché inesistente documentazione ufficiale proveniente dagli impianti industriali soggetti all'epoca a pesanti bombardamenti: da un lato il numero complessivo dei velivoli ultimati viene indicato in 42 o 43, ma si trovano anche indicazioni relative a 67, 150 e fino a oltre 200 velivoli ultimati, molti dei quali sarebbero comunque stati distrutti al suolo dai bombardamenti prima della loro consegna alla Luftwaffe.
Tra le varianti programmate nell'ampio spettro del progetto Ta 152 ma che non videro la luce, prevalentemente a causa della drammatica situazione in cui la Germania versava sul finire del 1944, si annovera quella da ricognizione del monomotore nato dalla matita di Kurt Tank, denominata Ta 152 E. Ne erano previste una variante per la ricognizione tattica (a bassa quota), che si prevedeva condividere le caratteristiche dei Ta 152 B oppure C, ed una per la ricognizione strategica (ad alta quota) con caratteristiche tecniche analoghe al Ta 152 H. I piani per la realizzazione di tre prototipi e la successiva produzione in serie risultano abbandonati nei primi giorni del 1945 dopo il completamento del primo prototipo identificato come Ta 152 V26, ma ancora una volta altre fonti riportano informazioni che non coincidono.
Alcune fonti riportano, infine, tra le varianti progettate e mai realizzate la Ta 152 R dotata di serbatoi aggiuntivi per aumentare l'autonomia del velivolo e la Ta 152 S destinata all'addestramento dei piloti, unica biposto (sulla falsariga dei Fw 190 S-5 ed S-8) di cui si abbia notizia.

## Tecnica
In questa sezione il riferimento, se non diversamente specificato, è alla versione Ta 152 H in quanto unica realmente prodotta in serie; dati sui prototipi o sui progetti relativi ad altre versioni sono contenuti nella sezione "Versioni".

### Cellula
Nella realizzazione della cellula del Ta 152 H, Kurt Tank mise a frutto quanto già sperimentato con i progetti Höhenjäger 1 e 2 ed i numerosi velivoli sperimentali (Versuchs) portati in volo nell'arco di oltre 24 mesi.
Il principale elemento di discontinuità tra il Fw 190 ed il Ta 152 era il motore. Dal punto di vista strutturale il passaggio dal BMW 801 radiale al "V 12" Junkers Jumo 213A con il radiatore frontale anulare aveva comportato, già nel caso del Fw 190 D-9, l'allungamento della fusoliera anche nella sezione posteriore; nel caso del Ta 152 questa soluzione venne affinata: rispetto al Fw 190 A-8 la sezione anteriore fu allungata di 775 mm ed altri 500 mm furono aggiunti alla sezione alle spalle del pilota. A questi interventi si abbinava lo spostamento in avanti di 420 mm della radice del bordo d'entrata alare, al fine di mantenere il centro di massa in una posizione che potesse garantire al velivolo prestazioni e maneggevolezza paragonabili con i modelli precedenti.
Ulteriori interventi riguardarono l'ala nel suo complesso che venne allungata considerevolmente al fine di ottenere un elevato rapporto di allungamento alare: questi due elementi erano considerati determinanti da Kurt Tank e dai tecnici della Focke Wulf al fine di ottenere ottime prestazioni di volo alle quote operative cui il velivolo era destinato.
|                  | Fw 190 A-8  | Fw 190 D-9          | Ta 152 H-1          |
| ---------------- | ----------- | ------------------- | ------------------- |
| Apertura alare   | 10,50 m     | 10,50 m             | 14,44 m             |
| Superficie alare | 18,30 m²    | 18,30 m²            | 23,30 m²            |
| Lunghezza        | 8,95 m      | 10,20 m             | 10,71 m             |
| Altezza          | 3,95 m      | 3,36 m              | 3,36 m              |
| Motore           | BMW 801 D-2 | Junkers Jumo 213A-1 | Junkers Jumo 213E-1 |

L'ala venne realizzata in due tronconi separati (diversamente da quanto avveniva nel Fw 190) per agevolare (viste le più ampie dimensioni) interventi di manutenzione e riparazione; all'interno furono realizzati tre serbatoi di carburante (per una capacità totale di 470 l) e in corrispondenza di ognuna delle centine furono realizzati prolungamenti fino al bordo d'entrata alare per rinforzarne la struttura poiché il rivestimento era stato reso più spesso per sopportare il maggior carico alare.
Venne modificato il carrello la cui attuazione divenne ad impianto idraulico, e non più elettrica, al pari dei flap; fu utilizzato, inoltre, lo stesso impennaggio di dimensioni maggiorate già utilizzato nel Fw 190 D-9.

### Motore
Sulla scorta delle risultanze ottenute con le versioni "C" e "D" del Fw 190 (rispettivamente dotate dei motori Daimler-Benz DB 603A e Junkers Jumo 213A), la soluzione di equipaggiare il Ta 152 H con lo Junkers Jumo 213 (in questo caso nella variante "213E") viene considerata sostanzialmente una scelta di continuità, in particolare avendone sperimentato il buon funzionamento con il sistema di sovralimentazione con compressore meccanico a doppio stadio e per la possibilità di accoppiamento con un cannone automatico sparante attraverso l'albero dell'elica.

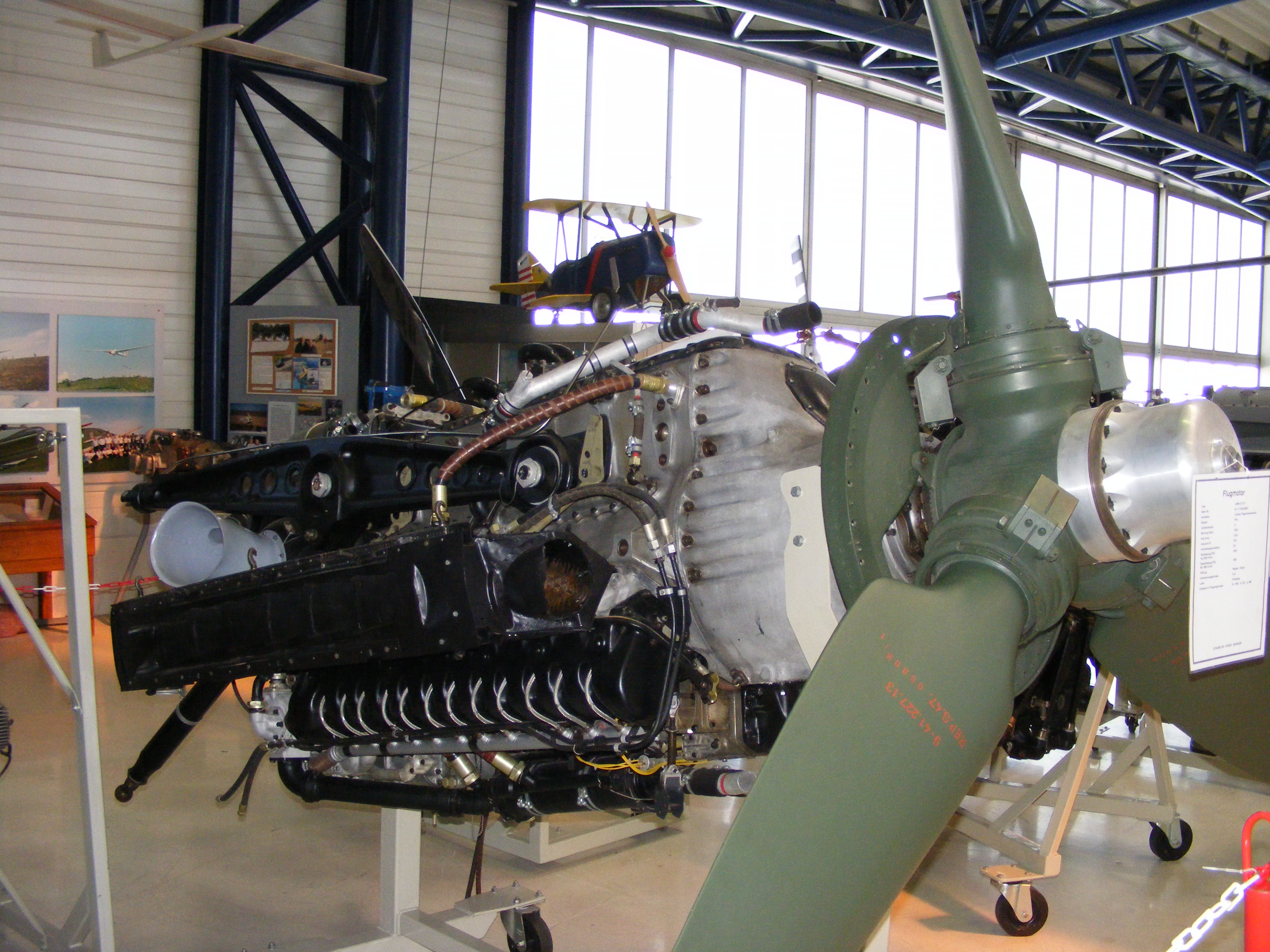
Junkers Jumo 213 E1 esposto presso il Flugmuseum Aviaticum di Wiener Neustadt, in Austria.

La versione 213E era dotata di intercooler ed era in grado di sviluppare la potenza di 1 290 chilowatt (1 730 hp) al decollo ma poteva essere equipaggiata con sistemi d'iniezione MW 50 e GM-1 usati per ottenere, rispettivamente a bassa ed alta quota, surplus temporanei di potenza; tuttavia vi sono fonti contraddittorie sul fatto che questi sistemi di incremento temporaneo della potenza siano stati installati o meno sugli esemplari di pre-serie ("H-0").
La miscela MW 50, quando utilizzata, veniva stivata nei serbatoi alari più interni (per un totale di 70 l, utili per garantire circa trenta minuti di funzionamento del sistema) mentre il serbatoio contenente la miscela GM-1 era sistemato in un serbatoio disposto in fusoliera, alle spalle del pilota, che ne conteneva 85 l per un'autonomia di funzionamento di circa diciassette minuti.
Alla quota di 10700 m lo Jumo 213 era ancora in grado di sviluppare, senza l'impiego di nessuno dei sistemi di iniezione additivi, una potenza di 940 chilowatt (1 260 hp); la velocità massima del Ta 152 H era raggiungibile a 12500 m di quota dove l'aereo, con il supporto del sistema GM-1, era in grado di toccare la velocità di 755 km/h.
L'elica utilizzata era una Junkers VS 9 tripala, con pale in legno, del diametro di 3,6 m mentre l'impianto di raffreddamento del Jumo 213 (anch'esso pressurizzato) si contraddistingueva per la presenza di un radiatore anulare frontale, che conferiva al muso del Ta 152 l'aspetto di un aereo equipaggiato con un motore radiale.

### Sistemi
Caratteristica peculiare del Ta 152 H era la presenza del sistema di pressurizzazione dell'abitacolo: la ricerca in questo campo era risultata particolarmente complicata per le aziende tedesche ed anche nel caso del Ta 152 il suo corretto funzionamento si dimostrò costituire un problema di non facile soluzione, in particolare per la presenza di un considerevole numero di cavi e cablaggi che dovevano attraversare la struttura della cabina.
Dal punto di vista tecnico l'abitacolo del pilota era costituito da una "vasca" blindata le cui piastre erano tra loro unite mediante l'uso appositi collanti che dovevano sigillare la struttura. Il sistema era affidato ad un compressore "Knorr 300/10" che operava a partire dalla quota di 8000 m mentre le guarnizioni del cupolino erano cave e mantenute in pressione da una piccola bombola di aria compressa.
Altro equipaggiamento caratteristico del Ta 152 era il complesso di apparecchiature che costituiva il "Rüstsatz 11": si trattava di una serie di apparati radio (FuG 125 e FuG 16ZY) ed un autopilota (LGW K23) che, in stretta collaborazione con gli operatori radio basati a terra, fornivano al pilota informazioni sulla posizione del velivolo e sulla navigazione anche in condizioni meteorologiche avverse.

### Armamento
Destinato esclusivamente al ruolo di intercettore, il Ta 152 H era armato con tre cannoni: due Mauser MG 151/20 calibro 20 mm annegati nel profilo delle semiali (così prossimi alle radici da dover essere sincronizzati per sparare attraverso il disco dell'elica) e un Rheinmetall-Borsig MK 108 calibro 30 mm, sparante attraverso il mozzo dell'elica. I primi due cannoni avevano ciascuno un serbatoio per 175 proiettili, quello del MK 108 ne conteneva 90.

## Impiego operativo
I primi esemplari di serie del Ta 152 H furono progressivamente inviati all'Erprobungsstelle Rechlin per svolgere i primi test operativi: al 31 dicembre del 1944 figurano presso la base dodici apparecchi presi in carico dall'Erprobungskommando 152 (EK 152) appositamente costituito.
Il drammatico andamento del conflitto comportò la drastica riduzione della fase puramente sperimentale della permanenza a Rechlin dei Ta 152 che furono trasferiti sull'adiacente aeroporto di Roggentin mentre il reparto vedeva mutare la propria denominazione in Jagdstaffel 152, a testimonianza della sua destinazione operativa.
In seguito i velivoli usciti dalle linee di montaggio andarono ad equipaggiare lo Jagdgeschwader 301 (JG 301) che, primo reparto combattente a ricevere il nuovo caccia, ebbe il compito di testare la macchina sul campo; addirittura molti piloti del reparto ricevettero le prime istruzioni sul nuovo velivolo direttamente dai tecnici della Focke-Wulf poco prima di portarlo in volo verso la base operativa.
Le fonti si dividono, ancora una volta, relativamente alla principale destinazione operativa del reparto: secondo alcuni lo JG 301 ebbe come finalità prevalente la difesa delle basi dei caccia a reazione Messerschmitt Me 262, che - irraggiungibili in volo per la loro velocità - erano particolarmente vulnerabili durante decolli e atterraggi; altri ritengono questa notizia del tutto infondata e, concordando sul fatto che il Ta 152 non fu mai utilizzato nel ruolo di Höhenjager per il quale era stato progettato, indicano che i pochi esemplari entrati in servizio operarono prevalentemente come intercettori a quote medio basse e prevalentemente in formazioni da due (Rotte) o tre velivoli (Kette).
Solamente in un'occasione (il 2 marzo del 1945) i Ta 152 dello JG 301 furono chiamati a far parte di una formazione di aerei da caccia, composta da diversi reparti, diretta a contrastare un'azione portata da oltre 750 bombardieri della 8th Air Force statunitense diretta contro gli impianti della Brabag, noti per la produzione di carburanti di sintesi, situati nei pressi di Böhlen, in Sassonia. Il compito previsto per lo JG 301 era quello di impegnare i caccia di scorta nemici per consentire ad altri reparti di attaccare più agevolmente i bombardieri; quale avrebbe potuto essere l'apporto di un numero così ridotto di velivoli rimane tuttavia da dimostrare, poiché i Ta 152 furono ben presto attaccati dai Messerschmitt Bf 109G di un altro gruppo del medesimo Jagdgeschwader i cui piloti erano all'oscuro della presenza del nuovo velivolo e non ebbero modo di riconoscerne la sagoma. L'epilogo della missione fu sostanzialmente un disastro perché mentre i Ta 152 riuscirono a disimpegnarsi dall'attacco del Bf 109, questi ultimi furono (al contrario) sorpresi dai Mustang di scorta ai bombardieri che ne abbatterono tredici.
Per quanto il suo sviluppo non poté realizzarsi completamente e fossero numerosi i particolari che avrebbero richiesto maggiori collaudi ed affinamenti, il Ta 152 viene considerato da varie fonti un velivolo di ottima qualità il cui apporto alle vicende belliche fu limitato a causa della produzione limitata, della carenza di carburante, dell'addestramento incompleto dei piloti e della superiorità numerica delle forze aeree alleate.
A testimonianza delle ragguardevoli prestazioni del Ta 152, un episodio viene citato con frequenza: nel dicembre del 1944 Kurt Tank, esperto pilota collaudatore oltre che progettista, nel corso di una prova svoltasi tra Langenhagen e Cottbus, fu intercettato da alcuni Mustang americani. La sua azione evasiva si limitò all'utilizzo della massima potenza del motore (dotato del sistema MW 50), ottenendo il risultato di lasciarsi in coda gli sbalorditi piloti avversari.
I risultati delle operazioni con il Ta 152 sono difficili da stabilire per la carenza di documentazione reperibile e viene indicato che solamente l'Oberfeldwebel Josef Keil sarebbe riuscito ad aggiudicarsi il titolo di asso dell'aviazione cogliendo cinque (delle sue dieci) vittorie volando a bordo del caccia di Kurt Tank.

### Dopoguerra

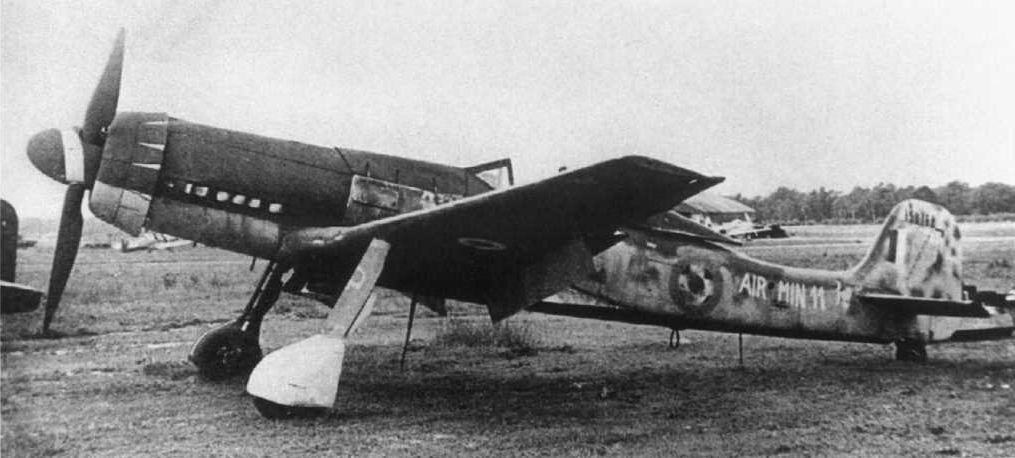
Un esemplare di Ta-152 H catturato dalle forze britanniche: si notino le insegne della Royal Air Force sovrapposte a quelle della Luftwaffe.

Mentre la conclusione del conflitto segnò la fine della carriera operativa del Ta 152, è noto che le forze statunitensi e britanniche siano riuscite a mettere le mani su alcuni esemplari ancora in grado di volare. Per quanto non fosse tra i velivoli destinatari delle principali attenzioni, in particolare perché non si trattava di un aviogetto, alcuni esemplari furono requisiti e destinati al trasporto negli Stati Uniti e nel Regno Unito.
Un Ta 152, del quale non sono note le marche d'origine, recuperato presso l'aeroporto danese di Tirstrup venne requisito dalla famosa squadra dei Watson's Whizzers delle United States Army Air Forces (USAAF) e trasferito, nell'ambito dell'Operazione Lusty, presso l'aeroporto di Cherbourg (Francia). Da qui, smontato ed opportunamente imballato, fu trasferito negli Stati Uniti a bordo della portaerei inglese HMS Reaper nel luglio successivo. Il velivolo è custodito, ma non esposto, dal National Air and Space Museum di Washington. Per quanto noto, questo è l'unico esemplare rimasto del caccia della Focke-Wulf.
Un secondo esemplare, identificato con il Werknummer 150168, fu trasferito nel Regno Unito nell'estate del 1945 e risulta essere stato trasportato a Farnborough, dove aveva sede il Royal Aircraft Establishment, il 3 agosto. Di questo velivolo, segnalato tra un cumulo di rottami sul finire del 1946, si sono successivamente perse le tracce.

## Versioni
- Ta 152 A: doveva essere la prima versione, ma risulta non aver mai lasciato i tavoli da disegno; era previsto impiegasse il motore Junkers Jumo 213A e che fosse armato con 7 cannoni di cui uno sparante attraverso il mozzo dell'elica (MK 108 oppure MK 103), due MG 151 nel muso, sopra il motore, e quattro nelle ali di cui due MG 151 posti alla radice alare e due (MG 151 o MK 103 oppure MK 108) nella sezione esterna delle semiali[57];
- Ta 152 B: versione con motore Junker Jumo 213E destinato a quote operative più elevate della precedente ma con apertura alare di dimensioni ordinarie;
- Ta 152 C: era la seconda versione progettata per la produzione in serie. Destinata nelle intenzioni a ricoprire il ruolo di cacciabombardiere[58], montava il motore Daimler-Benz DB 603 da 2 100 cv (1 566 kW) nella versione "LA" (dotato di compressore). La grande lunghezza di questo motore imponeva l'allungamento della fusoliera e la maggiorazione della superficie dei piani di coda mentre l'apertura alare sarebbe rimasta invariata a 11 metri.[32] Risultano essere stati approntati almeno 8 prototipi ma non ci sono notizie di esemplari di serie. Anche il propulsore non andò oltre la fase di prototipo;
  - Ta 152 C-1: montava nel motore un cannone MK 108 da 30 millimetri e quattro MG 151 da 20 mm.[32]; fu anche studiata la variante C-1/R14 per l'impiego in qualità di aerosilurante[59].
  - Ta 152 C-2: versione uguale al C-1 ma con radio potenziata.[32]
  - Ta 152 C-3: versione uguale al C-1 se non per essere equipaggiato con 1 cannone MK 103 da 30 mm e 4 MG 151 da 20 mm.
- Ta 152 E: modello da foto-ricognizione equipaggiato con il motore Jumo 213 E;
  - Ta 152 E-1: sub-variante del modello "E" con ali standard, basata sulle misure previste per le varianti B e C[60];
  - Ta 152 E-2: destinata all'impiego in alta quota, con ali con apertura di 14,82 m[60];
- Ta 152 H: unica versione prodotta in un numero significativo di esemplari, caratterizzata dall'armamento consistente in un cannone MK 108 da 30 mm montato nel motore e due MG 151 da 20 mm alla base delle ali.[49] Incorporava tutte le soluzioni studiate per la migliore resa alle quote elevate (quali il motore dotato di compressore meccanico per l'impiego a quote superiori i 10 000 m ed ali allungate a 14,44 m) e serbatoi addizionali nelle ali;
- Ta 152 S: variante da addestramento, basata sulla cellula del Ta 152 C e dotata dello stesso motore Daimler-Benz DB 603[39].

## Utilizzatori
Germania
- Luftwaffe

### Annotazioni
1. ↑  Termine composto della lingua tedesca che in questo caso è traducibile come "caccia d'alta quota".
2. ↑  La sigla U (Umrüst-Bausätz spesso contratto in Umbau) indica un "kit di conversione" o un "set di equipaggiamenti" installati direttamente dal costruttore sulle linee di montaggio
3. ↑  Al fine di comprendere meglio le sigle assegnate alle diverse versioni, si tenga presente che l'indicazione "V" in genere indica "Versuch", in tedesco "di prova", "prototipo"
4. ↑  Begleit in lingua tedesca
5. ↑  Dora Neun in lingua tedesca
6. ↑  oltre un mese dopo l'inizio dell'Operazione Overlord
7. ↑  Alcuni fanno riferimento anche alla vicina città di Sorau, all'epoca in territorio tedesco ed oggi poco entro il confine della Polonia e nota come Żary
8. ↑  Sigla che identificava Methanol e Wasser, ovvero metanolo ed acqua in miscela al 50%
9. ↑  Sistema di iniezione di ossido di diazoto, la cui sigla derivava dalla definizione con cui era noto presso la Luftwaffe: "Göring Mischung 1", traducibile in "Miscela Göring 1"
10. ↑  Generalmente indicato con la lettera R seguita da un codice numerico, il termine Rüstsatz indica un "kit di conversione" o un "set di equipaggiamenti" installabili direttamente nelle officine dei reparti operativi (eventualmente anche a seconda del profilo della missione)
11. ↑  La sigla FuG indica un "Funk Gerät", genericamente un apparato ad onde radio, ivi compreso il sistema IFF
12. ↑  Non è chiaro perché l'aereo si trovasse lì, ma si ritiene appartenesse ad un pilota in fuga, probabilmente dal fronte orientale

### Fonti
1. 1 2 3 4 5  Lowe 2008, p. 38.
2. 1 2 3 4 5  Lowe 2008, p. 5.
3. ↑  Harmann 1999, p. 10.
4. 1 2  Smith 1966, p. 8.
5. ↑  Ethell 1990, p. 1.
6. 1 2  Lowe 2008, p. 4.
7. 1 2 3 4 5 6  Smith 1966, p. 3.
8. 1 2 3  Harmann 1999, p. 9.
9. ↑  Angelucci e Matricardi 1979, p. 176.
10. 1 2 3 4 5  Ethell 1990, p. 2.
11. 1 2 3  Lowe 2008, p. 17.
12. ↑  Rodeike 1998, p. 378.
13. 1 2 3  Fw 190B & Fw 190C / Fw 190D / TA-152 / Fw 190 IN FOREIGN SERVICE, in "www.airvectors.net".
14. ↑  Ethell 1990, p. 3.
15. 1 2  Lowe 2008, p. 7.
16. 1 2 3  Lowe 2008, p. 8.
17. ↑  Lowe 2008, p. 9.
18. 1 2  Lowe 2008, p. 10.
19. 1 2 3  Lowe 2008, p. 12.
20. 1 2  Lowe 2008, p. 11.
21. ↑  Harmann 1999, p. 45.
22. ↑  Mondey 2006, pp. 75-76.
23. 1 2 3 4  Lowe 2008, p. 23.
24. 1 2 3 4 5  Lowe 2008, p. 19.
25. ↑  Lowe 2008, p. 22.
26. ↑  Rodeike 1998, p. 416.
27. ↑  Harmann 1999, p. 111.
28. ↑  Ethell 1990, p. 12.
29. 1 2 3  Angelucci e Matricardi 1979, pp. 176-177.
30. ↑  Lepage 2009, p. 226.
31. 1 2  Weal, Weal e Barker, 1977, p. 110.
32. 1 2 3 4  Mondey 2006, p. 76.
33. ↑  Gunston 1984, p. 118.
34. 1 2 3  Lowe 2008, p. 25.
35. 1 2  Harmann 1999, p. 124.
36. 1 2  Smith 1966, p. 9.
37. 1 2  Smith 1966, p. 12.
38. ↑  Lowe 2008, p. 26.
39. 1 2  Harmann 1999, p. 131.
40. 1 2 3  Ethell 1990, p. 9.
41. 1 2  Lowe 2008, p. 18.
42. ↑  Harmann 1999, p. 66.
43. ↑  Rodeike 1998, p. 268.
44. ↑  Harmann 1999, p. 67.
45. 1 2 3 4 5 6  Lowe 2008, p. 20.
46. ↑  Harmann 1999, p. 91.
47. 1 2 3 4 5 6  Lowe 2008, p. 21.
48. 1 2 3  Lowe 2008, p. 27.
49. 1 2  Mondey 2006, p. 75.
50. ↑  Lowe 2008, p. 29.
51. ↑  Harmann 1999, p. 92.
52. 1 2 3 4  Lowe 2008, p. 28.
53. 1 2  Harmann 1999, p. 101.
54. ↑  Ethell 1996.
55. 1 2 3  Lowe 2008, p. 30.
56. 1 2 3  Lowe 2008, p. 31.
57. ↑  Harmann 1999, p. 19.
58. ↑  Harmann 1999, p. 38.
59. ↑  Harmann 1999, p. 39.
60. 1 2  Harmann 1999, p. 121.

### Pubblicazioni
- (EN) Jeffrey L. Ethell, Ta 152, in Monogram Close-Up, n. 24, Sturbridge, MA, Monogram Aviation, 1990, ISBN 0-914144-20-0.
- (EN) Heinz J. Nowarra, Focke-Wulf Fw 190, in Waffen - Arsenal, n. 95, Friedberg, Podzun-Pallas -Verlag, 1985, ISBN 978-3-7909-0245-7.
- (EN) J. Richard Smith, The Focke-Wulf Fw190D/Ta 152 Series, in Aircraft Profile, n. 94, Leatherhead, UK, Profile Publications Ltd., 1966.